# John Hammond (basket-ball)
Pour les articles homonymes, voir John Hammond.
John Hammond (né le 19 juillet 1954 à Zion, Illinois) est un entraîneur et dirigeant américain de basket-ball. Il est general manager du Magic d'Orlando en NBA de 2017 à 2023.
Auparavant, Hammond est GM aux Bucks de Milwaukee après avoir été GM adjoint aux Pistons de Detroit et où il a été également entraîneur adjoint. Il a également été entraîneur adjoint aux Clippers de Los Angeles, à l'université du Missouri, à l'université du Nebraska et à l'université baptiste de Houston. Hammond est diplômé de Greenville College.
Le 24 avril 2010, Hammond remporte le trophée de NBA Executive of the Year. C'est la première fois qu'un dirigeant des Bucks gagne ce titre. Hammond est récompensé pour avoir construit une équipe des Bucks qui est passée de 34 victoires à 46 victoires en une saison, lui permettant de revenir en playoffs pour la première fois depuis 2006. Il est également à l'origine de plusieurs transferts lors de la saison 2009-2010, notamment la sélection à la draft de Brandon Jennings et le recrutement de John Salmons. Ces deux joueurs ont été des hommes clés dans la saison des Bucks.
Il est nommé general manager du Magic, en remplacement de Rob Hennigan, le 23 mai 2017. En juillet 2023, Hammond quitte son poste de general manager et est remplacé par Anthony Parker.

## Note
- (en) Cet article est partiellement ou en totalité issu de l’article de Wikipédia en anglais intitulé « John Hammond (basketball) » (voir la liste des auteurs).